# Volleyball-Südamerikameisterschaft der Frauen 1951
Die Volleyball-Südamerikameisterschaft der Frauen 1951 (spanisch Campeonato Sudamericano Femenino de Voleibol de 1951) fand vom 15. bis 22. September 1951 zeitgleich mit dem Männerwettbewerb im Ginasio de Fluminense in der brasilianischen Stadt Rio de Janeiro statt. Die erste Austragung der Südamerikameisterschaft gewann Brasilien vor den Nationalmannschaften aus Uruguay und Peru. Die Meisterschaft wurde im Modus Jeder gegen Jeden ausgetragen.

## Spielplan
| Datum      | Mannschaft 1 | Sätze | Mannschaft 2 | Satz 1 | Satz 2 | Satz 3 |
| ---------- | ------------ | ----- | ------------ | ------ | ------ | ------ |
| 15.09.1951 | Brasilien    | 2:1   | Uruguay      | 15–9   | 1–15   | 15–4   |
| 17.09.1951 | Peru         | 2: A  | Argentinien  |        |        |        |
| 18.09.1951 | Uruguay      | 2:0   | Argentinien  | 15–7   | 15–9   |        |
| 20.09.1951 | Brasilien    | 2:0   | Peru         | 15–5   | 15–11  |        |
| 21.09.1951 | Uruguay      | 2: A  | Peru         |        |        |        |
| 22.09.1951 | Brasilien    | 2:0   | Argentinien  | 15–9   | 15–6   |        |

## Abschlusstabelle
| Platz | Mannschaft  | S | N | BPQ B   | Sätze |
| ----- | ----------- | - | - | ------- | ----- |
| 1.    | Brasilien   | 3 | 0 | 1,542   | 6:1   |
| 2.    | Uruguay     | 2 | 1 | 1,234 A | 5:2 A |
| 3.    | Argentinien | 1 | 2 | 0,533 A | 2:4 A |
| 4.    | Peru        | 0 | 3 | 0,517 A | 0:6 A |